# El Biscella
«El Biscella» (Matón, en español) es una canción en dialecto milanes del cantante italiano Giovanni D'Anzi y del letrista Alfredo Bracchi.

## Historia
Biscella es una parabla milanesa que significa "rizado" (derivado de bisc-bish, que significa erizo), una especie de matón que intenta intimidar a la gente, pero cuyos modales torpes y disfraces extravagantes lo hacen más cómico que peligroso.
La canción cuenta la historia de este "Biscella" de Porta Ticinese que va a las fiestas y que todos a sus espaldas se ríen por su ridícula ropa y su forma incómoda de bailar.